# Àngela Mármol
Àngela Mármol   (Girona, 19 de juny de 2002) és una influenciadora catalana, molt popular a les xarxes socials com Instagram, TikTok o YouTube, que superen el milió de seguidors. És considerada una de les influenciadores adolescents de referència a Catalunya. El novembre de 2019 va publicar el llibre Sonríe aunque te cueste ('Somriu encara que et costi'), on narra la seva experiència com a víctima d'assetjament escolar.